# Пермяково (Березники)
Пермяково — микрорайон в городе Березники Пермского края России.

## География
Микрорайон расположен у северо-восточной окраины основной части города.

### Уличная сеть
Параллельно объездной трассе, огибающей Березники с востока, проложены улицы (с запада на восток): Факультетская, Ольховская, Донская, Пермяковская и 9 мая. Перпендикулярно той же трассе проложены улицы (с севера на юг): Крымская, Пирогова и Ярославская.

## История
Существует упоминание о деревне в Переписной книге 1711 года вотчин именитого человека Г. Д. Строганова. Тогда здесь проживало 44 человека. 
В 1940-х годах деревня вошла в состав Березников. 

## Население
44 человека в 1771 году.  В деревне на 1869 год (тогда Пермякова) насчитывалось 18 дворов (103 жителя), в 1909 — 29 (157 жителей). К 1928 году число жителей уменьшилось до 55 человек.
В 1970 году число жителей увеличилось до 455 человек. В 2005 году в деревне насчитывалось 100 дворов и было учтено 110 постоянных жителей.

## Инфраструктура
В 1950—1960-х годах располагался центр Пермяковского животноводческого товарищества, затем стала частью подсобного хозяйства березниковских предприятий. На территории Пермяково находился магазин ОРСа (отдела рабочего снабжения) Азотно-тукового завода и питомник-парк зелёных насаждений Горзеленстроя. 

## Транспортное сообщение
Мимо Пермяково проходит городской автобус 19 маршрута.